# Sphaerodactylus richardsonii
Sphaerodactylus richardsonii är en ödleart som beskrevs av  Gray 1845. Sphaerodactylus richardsonii ingår i släktet Sphaerodactylus och familjen geckoödlor.

## Underarter
Arten delas in i följande underarter:
- S. r. gossei
- S. r. richardsonii